# Christian Núñez

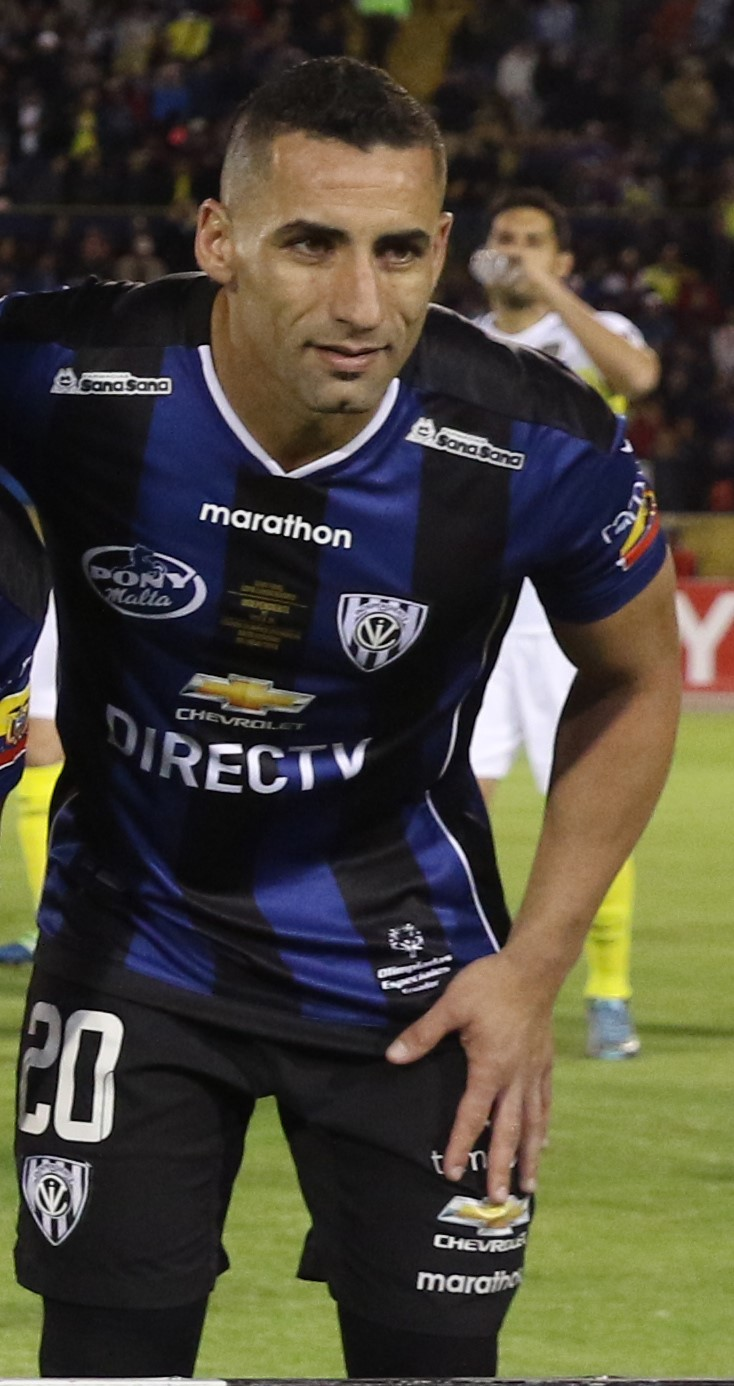
Christian Núñez, en 2016, jugando para Independiente del Valle.

Christian Núñez (Montevideo, Uruguay, 24 de setiembre de 1982) es un exfutbolista uruguayo que jugaba como lateral derecho.

## Biografía
Nació en Montevideo, Uruguay, el 24 de septiembre de 1982, sus padres lo incentivaron a jugar Rugby. Jugó en el Old Christian Club aunque luego de varias diferencias y muchas discusiones con su técnico Roberto Canessa en las que tuvieron que intervenir sus compañeros , ya que no contaba con la confianza de este y lo hacía jugar de wing y su posición original y donde se sentía a gusto era primer centro, prefirió tomar el camino del fútbol su otra pasión. Tuvo que bajar varios kilos ya que el rugby lo hacía tener mayor peso. Cambió su dieta dejando de lado la comida chatarra y se concentró en el fútbol. Con su amigo Santiago ´´El Cacho´´, debutó en Huracán Buceo en el año 2000 con tan solo 17 años. Él y ´´El Cachorro´´, brillaron en los primeros partidos, pero fue ´´El Pichón´´ el que logró conseguir reconocimiento en el país. Su perfil bajo y su timidez contrastaban con su coraje y entrega absoluta, e hicieron que solo por sus condiciones en la cancha consiguiera lo que logró. En el 2004 jugó por última vez en Huracán Buceo, que en ese momento militaba en la Segunda División Profesional de Uruguay.
Pasó a Fénix en el año 2005 donde jugó hasta el año 2008. Luego de esto, pasó a Cerro donde fue una de sus figuras.  El futbolista, llegó al Club Nacional de Football en el año 2009 a pedido del técnico de ese entonces Eduardo Acevedo. Acevedo ya lo había dirigido en Cerro en la temporada anterior, convirtiéndolo en una de las figuras de los albiceletes y de la Liguilla, torneo que ganó. Núñez también era pretendido por Peñarol, pero eligió jugar en Nacional, debido a que la "oferta económica de Nacional era mejor, aunque reconoció que también incidieron aspectos deportivos y sentimentales". En su primer torneo con la camiseta alba ganó el Torneo Apertura.  Estuvo en Nacional hasta finalizar el campeonato en el 2013, en donde ha ganado cuatro torneos cortos y dos Campeonatos Uruguayos. En octubre, ante Liverpool, cumplió su partido número 100 con la camiseta tricolor.
Empezando el 2014 fue fichado por el club ecuatoriano Independiente del Valle, subcampeón ecuatoriano del 2014 y que jugó la Copa Libertadores 2014.

## Características
Núñez es un lateral por derecha, de un gran temperamento que demuestra toda su valía en los partidos más difíciles. Se caracteriza por un gran estado físico, que le permite un constante ida y vuelta por el andarivel derecho, además de tener mucha entrega, lo que le permite ir al máximo en cada disputa por el balón.
Cuando jugaba al Rugby, era pretendido por varios clubes europeos. Se caracterizaba por una doble pisada similar a la de Dan Carter y Juan Buccino. Fue en sus inicios de Rugby donde se amoldó físicamente para conseguir ese despliegue dentro de la cancha. Cesar Cat, ´´Goglios´´ y Eduardo Avedian, parte del Staff del equipo, lo invitan a jugar los torneos de verano en el Club Old Boys.

## Clubes
| Club                    | País      | Año         | Partidos | Goles |
| ----------------------- | --------- | ----------- | -------- | ----- |
| Huracán Buceo           | Uruguay   | 2000 - 2004 | 11       | 1     |
| Fénix                   | Uruguay   | 2005 - 2008 | 73       | 1     |
| Cerro                   | Uruguay   | 2008 - 2009 | 30       | 1     |
| Nacional                | Uruguay   | 2009 - 2013 | 120      | 4     |
| Independiente           | Argentina | 2013        | 5        | 0     |
| Independiente del Valle | Ecuador   | 2014 - 2017 | 186      | 6     |
| Cerro                   | Uruguay   | 2018        | 35       | 1     |
| Liverpool               | Uruguay   | 2019        | 17       | 0     |
| Sud América             | Uruguay   | 2021-2022   | 25       | 0     |
| Juventud Italiana       | Ecuador   | 2023        | ?        | ?     |

## Palmarés

### Campeonatos nacionales
| Título              | Club                  | País    | Año  |
| ------------------- | --------------------- | ------- | ---- |
| Campeonato Uruguayo | Nacional              | Uruguay | 2011 |
| Campeonato Uruguayo | Nacional              | Uruguay | 2012 |
| Supercopa Uruguaya  | Liverpool Fútbol Club | Uruguay | 2020 |

### Torneos nacionales
| Título                    | Club                  | País    | Año  |
| ------------------------- | --------------------- | ------- | ---- |
| Liguilla Pre-Libertadores | Cerro                 | Uruguay | 2009 |
| Torneo Apertura           | Nacional              | Uruguay | 2009 |
| Torneo Clausura           | Nacional              | Uruguay | 2011 |
| Torneo Apertura           | Nacional              | Uruguay | 2011 |
| Torneo Intermedio         | Liverpool Fútbol Club | Uruguay | 2019 |